# Tant que j'existerai
Singles de Natasha St-Pier
Ce silence
(2006) J'oublie
(2006)
Pistes de Longueur d'ondes
À l'amour comme à la guerre
(7) Comme dans un train
(9)
Tant que j'existerai est une chanson interprétée par la chanteuse néo-brunswickoise Natasha St-Pier sortie en single. 

## Informations sur le single
Écrit par Frédéric Doll, David Gategno et Calogero et produit par Volodia, Asdorve et Pascal Obispo, c'est le troisième single du cinquième album de la chanteuse canadienne Natasha St-Pier Longueur d'ondes (2006), il est sorti le 11 décembre 2006. En France, le single a fait ses débuts au numéro 41 sur l'édition Charts du 16 décembre 2006, il est resté seize semaines dans le top 100. En Belgique, le single est monté au numéro 23 en Wallonie pour y rester 8 semaines dans les charts.
La chanson a été incluse dans le meilleur de Tu trouveras... 10 ans de succès (Best of) de la chanteuse acadienne, sorti en novembre 2009, sur lequel elle apparaît comme le quatorzième morceau.
Il est également le single officiel du film Franklin et le Trésor du lac, long métrage d'animation franco-canadien de Dominique Monféry sorti le 20 décembre 2006 en France. La chanson Tant que j'existerai du répertoire de Natasha St-Pier a été choisi pour le générique de fin, la chanteuse et deux auteurs-compositeurs canadiens ont travaillé ensemble pour écrire celle de la face B Pour avancer. Le film cumula 445 000 entrées au box-office français.

## Liste des titres
| No | Titre                | Auteur                                             | Durée |
| -- | -------------------- | -------------------------------------------------- | ----- |
| 1. | Tant que j'existerai | Frédéric Doll / David Gategno - Calogero           | 3:09  |
| 2. | Pour avancer         | Natasha St-Pier - Andrew Sabiston / Roger St-Denis | 3:29  |

## Classements hebdomadaires
| Classement (2002)                       | Meilleure position |
| --------------------------------------- | ------------------ |
| Belgique (Wallonie Ultratop 50 Singles) | 23                 |
| France (SNEP)                           | 36                 |